# Plattsburgh Pioneers
Plattsburgh Pioneers byl americký juniorský klub ledního hokeje, který sídlil v Plattsburghu ve státě New York. V roce 1984 působil v juniorské soutěži Quebec Major Junior Hockey League. V soutěži klub odehrál pouhých sedmnáct zápasů, poté se z ligy odhlásil a následně ukončil činnost. Své domácí zápasy odehrával v hale Ronald B. Stafford Ice Arena s kapacitou 1 924 diváků.

## Přehled ligové účasti
Zdroj: 
- 1984: Quebec Major Junior Hockey League (Lebelova divize)